# Листа за Санџак
Листа за Санџак је политичка коалиција Странке демократске акције Санџака, Бошњачке демократске странке Санџака, Реформске странке Санџака, Социјалдемократске партије Санџака и Социјално-либералне партије Санџака. 